# Alain Boghossian
Alain Boghossian (Digne-les-Bains, 27 oktober 1970) is een voormalig Frans profvoetballer, die speelde als middenvelder gedurende zijn carrière. Hij is van Armeense afkomst en beëindigde zijn loopbaan in 2003 bij de Spaanse club Espanyol.

## Interlandcarrière
Boghossian speelde 26 keer voor de nationale ploeg van Frankrijk, en scoorde twee keer in de periode 1997-2002. Hij maakte zijn debuut onder leiding van bondscoach Aimé Jacquet op 11 oktober 1997 in de vriendschappelijke thuiswedstrijd tegen Zuid-Afrika (2-1) in Lens, net als doelman Lionel Letizi en de aanvallers Stéphane Guivarc'h en Thierry Henry. Boghossian viel in dat duel na 31 minuten in voor Emmanuel Petit. Hij won met Les Bleus het WK voetbal 1998 in eigen land. Ook maakte hij deel uit van de selectie voor het WK voetbal 2002 in Japan en Zuid-Korea, waar de titelverdediger al in de eerste ronde werd uitgeschakeld.
| Interlanddoelpunten | Interlanddoelpunten | Interlanddoelpunten | Interlanddoelpunten    | Interlanddoelpunten | Interlanddoelpunten | Interlanddoelpunten | Interlanddoelpunten |
| #                   | Datum               | Locatie             | Wedstrijd              | Goal(s)             | Score               | Uitslag             | Wedstrijd           |
| ------------------- | ------------------- | ------------------- | ---------------------- | ------------------- | ------------------- | ------------------- | ------------------- |
| 1                   | 19/08/1998          | Wenen               | Oostenrijk – Frankrijk | 84'                 | 2 – 2               | 2 – 2               | Oefenduel           |
| 2                   | 10/10/1998          | Moskou              | Rusland – Frankrijk    | 82'                 | 2 – 3               | 2 – 3               | EK-kwalificatie     |

## Erelijst
Parma
- Coppa Italia: 1998/99, 2001/02
- UEFA Cup: 1998/99
- Supercoppa Italiana: 1999

 Frankrijk
- Wereldkampioenschap voetbal: 1998
- Coupe internationale Hassan II de football: 1998

Onderscheidingen
- Ridder in het Franse Legioen van Eer: 1998